# Australosymmerus aculeatus
Australosymmerus aculeatus är en tvåvingeart som först beskrevs av Edwards 1921.  Australosymmerus aculeatus ingår i släktet Australosymmerus och familjen hårvingsmyggor. Inga underarter finns listade i Catalogue of Life.